# José María Mínguez
José María Mínguez Fernández medievalista español.
Discípulo de José-Luis Martín. Ha sido docente en distintas universidades como en Cáceres, y Sevilla. Desde 1983 ocupa la cátedra de historia medieval de la Universidad de Salamanca

## Obras
Selección de algunas de sus obras

### Libros
- La Reconquista. Madrid : Alba Libros, 2005. ISBN 84-96617-00-9
- La España de los siglos VI al XIII: guerra, expansión y transformaciones. Editorial Nerea, 2004. ISBN 84-89569-72-X
- Alfonso VI: poder, expansión y reorganización interior.[4] Hondarribia (Guipúzcoa) : Nerea, 2000. ISBN 84-89569-47-9[5]
- Las claves del período carolingio, 723-879. Editorial Planeta, 1991. ISBN 84-320-9222-3
- Colección diplomática del monasterio de Sahagún (Siglos IX y X). Archivo histórico Diocesano, Caja de Ahorros y Monte de Piedad de León, 1976. ISBN 84-00-03635-2

### Revistas
- La nueva ordenación del poblamiento en la cuenca septentrional del Duero en los inicios de la Edad Media. Aragón en la Edad Media, ISSN 0213-2486, N.º 14-15, 2, 1999 (Ejemplar dedicado a: Homenaje a la profesora Carmen Orcástegui Gros), pags. 1027-1046[6]
- Feudalismo y concejos: Aproximación metodológica al análisis de las relaciones sociales de los concejos medievales castellano-leoneses. En la España medieval, ISSN 0214-3038, N.º 3, 1982 (Ejemplar dedicado a: En memoria de Salvador de Moxó (II)), pags. 109-122[7]
- La resistencia antiseñorial del concejo de Cáceres durante el siglo XV: Un esquema para el análisis de las minorías dirigentes de los concejos Norba. Revista de arte, geografía e historia, ISSN 0211-0636, N.º 1, 1980, pags. 219-230[8]